# John Worsdale
Michael John Worsdale (* 29. Oktober 1948 in Stoke-on-Trent; † 22. September 2017 ebenda) war ein englischer Fußballspieler.

## Karriere
Worsdale gehörte bereits ab 1963 als Apprentice (dt. Auszubildender) Stoke City an und erhielt 17-jährig im November 1965 seinen ersten Profivertrag. Worsdale spielte sechs Jahre lang bei dem Klub als Profi, Pflichtspieleinsätze in der ersten Mannschaft gelangen dem klassischen Rechtsaußen aber nur in der Spielzeit 1968/69, als er im September und Dezember 1968 in insgesamt vier Erstligapartien mitwirkte. Bei Stoke hatte Worsdale wegen seiner Geschwindigkeit den Spitznamen Billy Whizz in Anlehnung an eine Comicfigur aus der Zeitschrift The Beano.
1971 wechselte Worsdale gemeinsam mit seinem Mannschaftskameraden Micky Bloor ablösefrei zum Viertligisten Lincoln City. Dort spielte er zunächst unter seinem früheren Stoke-Mitspieler David Herd und verpasste mit dem Klub in der Saison 1971/72 als Tabellenfünfter knapp die Aufstiegsränge. Nach zwei weiteren Spielzeiten unter Graham Taylor, die der Klub mit Mittelfeldplatzierungen abschloss, endete „Mick(e)y“ Worsdales Vereinszugehörigkeit nach neun Toren in 67 Ligaeinsätzen im Jahr 1974. Seine Fußballerlaufbahn setzte er im Non-League football fort und spielte dort für Worksop Town (1974–1976) und Gainsborough Trinity (1976/77) in der Northern Premier League und in der Midland League für Skegness Town (ab 1977). Nach seinem Karriereende arbeitete er in einem örtlichen Sportzentrum und betrieb später einen eigenen Zeitschriftenladen. Worsdale starb nach kurzer Krankheit 68-jährig im September 2017.